# Eli Guttman
Israel Guttman, detto Eli (in ebraico ישראל "אלי" גוטמן‎?; 24 febbraio 1958), è un allenatore di calcio e dirigente sportivo israeliano.

## Palmarès

### Allenatore

#### Competizioni nazionali
- Campionato israeliano: 2

Hapoel Haifa: 1998-1999
Hapoel Tel Aviv: 2009-2010
- Coppa d'Israele: 3

Hapoel Be'er Sheva: 1996-1997
Hapoel Tel Aviv: 2009-2010, 2010-2011